# Raión de Tróitske
Tróitske (en ucraniano: Троїцький район) es un antiguo raión o distrito de Ucrania en el óblast de Lugansk. La capital fue la ciudad de Tróitske.
Comprende una superficie de 1600 km².

## Demografía
Según estimación 2010 contaba con una población total de 24000 habitantes.

## Otros datos
El código KOATUU es 	4425400000. El código postal 92100 y el prefijo telefónico +380 6456.